# Синицын, Виктор Павлович
Виктор Павлович Сини́цын (5 февраля 1940, пос. им. Желябова, Устюженский район, Вологодская область, РСФСР, СССР — 29 июня 2019, Москва, Россия) — советский и российский военачальник. Начальник Главного штаба Войск ПВО — первый заместитель главнокомандующего Войсками ПВО (1991—1997), начальник Главного штаба ВВС — первый заместитель главнокомандующего ВВС (1998—2000), генерал-полковник (18 декабря 1991).
Лауреат премии Правительства Российской Федерации за значительный вклад в развитие Военно-воздушных сил (2012), Заслуженный военный специалист Российской Федерации (1996).

## Биография
Родился 5 февраля 1940 года в поселке имени Желябова.
После окончания Желябовской средней школы в 1957 году поступил в Пушкинское радиотехническое училище Войск ПВО, которое окончил в 1960 г. Проходил службу в частях ПВО в должностях старшего техника c октября 1960 года по декабрь 1962 года, заместителя командира стартовой батареи по август 1966 года. По окончании Военной командной Краснознаменной академии ПВО назначен на должность командира зенитного ракетного дивизиона (1971—1973). Прошел все командные должности:
- командир 1014-го гвардейского зенитного ракетного полка (09.1973 — 08.1975),
- заместитель командира 1-й дивизии ПВО (08.1975 — 11.1977),
- командир 21-й дивизии ПВО (11.1977 — 10.1979),
- командир 14-го корпуса ПВО (10.1979 — 01.1982), одновременно (с 06.09.1980) — заместитель командующего ПВО Закавказского военного округа,
- командующий ПВО Закавказского ВО (01.1982 — 10.1984),
- командующий ПВО Южного направления (10.1984 — 04.1986),
- командующий 19-й отдельной армией ПВО — заместитель командующего войсками Закавказского военного округа (по войскам ПВО) и член Военного совета Закавказского ВО (04.1986 — 07.1990).
- заместитель главнокомандующего Войсками ПВО по военно-учебным заведениям — начальник вузов Войск ПВО (с июля 1990 г.),
- начальник Главного штаба Войск ПВО — первый заместитель главнокомандующего Войсками ПВО (05.10.1991 — 20.12.1997),
- врио главнокомандующего Войсками ПВО (20.12.1997 — 28.02.1998),
- и. о. начальника Главного штаба ВВС (01.03-24.04.1998),
- начальник Главного штаба ВВС — первый заместитель главнокомандующего Военно-воздушными силами (24.04.1998-25.05.2000),

В июне 2000 года уволен с действительной военной службы и отправлен в отставку. С 2000 года был советником президента ОКБ им. А. С. Лавочкина и председателем Совета директоров страхового открытого акционерного общества «Русский страховой центр». С 2003 года являлся почётным академиком Академии Военных наук.
Скончался 29 июня 2019 года после тяжёлой и продолжительной болезни. Похоронен 2 июля на Троекуровском кладбище Москвы.

### Образование
- Пушкинское радиотехническое училище Войск ПВО (1960 г.)[2];
- Военная командная Краснознаменная академия противовоздушной обороны (1971 г.)[2];
- двухмесячные академические курсы при ВКА ПВО (1977 г.)[2];
- Военная академия Генерального штаба ВС СССР (1986 г., экстерном)[2].

## Награды и почётные звания
Награждён медалями СССР, наградами стран Варшавского договора, российскими медалями. В 1975 г. награждён орденом «За службу Родине в ВС СССР» 3-й степени, в 1982 г. — орденом «За службу Родине в ВС СССР» 2-й степени, в 1986 г. — орденом Красной звезды, в 1996 г. — орденом «За военные заслуги», в 1996 г. получил звание «Заслуженный военный специалист».